# 瓦西里·普什卡舒
瓦西里·普什卡舒（羅馬尼亞語：Vasile Pușcașu，1956年5月2日—），罗马尼亚男子摔跤运动员。他曾代表罗马尼亚参加1980年、1984年和1988年夏季奥林匹克运动会摔跤比赛，获得一枚金牌和一枚铜牌。